# Фотокритика
Фотокритика — область художественного творчества на грани искусства (художественной фотографии) и науки о искусстве (искусствоведение).
Занимается истолкованием и оценкой фотографий с точки зрения современности (в том числе насущных проблем общественной и духовной жизни); выявляет и утверждает творческие принципы фотографических направлений; оказывает активное влияние на фотографический процесс, а также непосредственно на формирование общественного сознания; опирается на теорию и историю фотографии, философию, эстетику. Часто носит публицистический, исследовательский характер, сплетается с журналистикой. Тесно связана со смежными науками — историей, искусствоведением, философией, семиотикой.

## История
Фотокритика зарождается практически одновременно с изобретением фотографии во второй половине XIX века и до второй половины XX века не имеет статуса особого профессионального занятия. Основными темами фотокритики являлись попытки осмыслить сущность нового медиа, его место среди других видов искусства. Среди людей, сформировавших современный дискурс, следует отметить Эдгара Алана По, Шарля Бодлера, Беньямина Вальтера, Зигфрида Кракауэра, Джона Шарковски, Виктора Бургина, Сьюзен Зонтаг, Ролана Барта, Розалинду Краусс и др.
С середины XX века фотокритика складывается как особый вид художественного творчества и выделяется в самостоятельную профессию в Америке и Европе.

## Жанры фотокритики
- комментарий,
- рецензия,
- критическая статья об отдельной фотографии,
- обзор, проблемная статья,
- критическая монография о современном фотографическом процессе,
- учебник (учебное пособие),
- лекция,
- доклад.

## Задачи фотокритики
В соответствии с классицистской эстетикой фотокритику часто воспринимают как исключительно «прикладное» занятие, задача которого — дать беспристрастную и основанную на здравом вкусе общую оценку произведения, поощрить или осудить автора, указать на отдельные «погрешности» и «красоты» фотографии, рекомендовать фотографию другим зрителям.
Современная фотокритика решает задачи периодизации фотоискусства, занимается выявлением и изучением различных исторических и географических закономерностей, а также занимается изучением связей фотоискусства с другими формами искусства, вносит вклад в развитие теории фотографии.
С философской точки зрения среди задач фотокритики можно выделить систематический дискурс, направленный на осмысление сущности фотографического медиа и фотографической практики, взаимодействие фотографического медиа с человеком и социумом и т. д.
К концу XX в. фотокритика сложилась как особый вид литературы, а деятельность фотографа стала рассматриваться в её отношении к эпохе и обществу.

## Методы фотокритики
Важным методом фотокритики является структурный анализ, направленный на системное изучение способа организации метаструктуры изображения (см. Композиция), выявление общих трендов и характера линий и поверхностей на регулярном поле изображения, систем визуальных паттернов, хроматических особенностей изображения, а также изучение связей между метаструктурой изображения и регулярным полем фотографического медиа.